# Cornales
Cornales es un orden de plantas eudicotiledóneas que se incluye dentro del clado de las astéridas.

## Sinonimia
Grubbiales, Hortensiales, Hydrangeales, Hydrostachyales, Loasales.